# 宇宙英雄奥特曼系列 (卡游)
《宇宙英雄奥特曼系列》（或稱超宇宙奥特英雄X档案系列）為中國公司卡游（Kayou）開發及發行的一系列交換卡片遊戲。卡游從新創華取得《奥特曼》系列在中國的商品改編權後，約2020年開始推出其卡牌商品；自此宇宙英雄奥特曼卡牌成為卡游的主打商品，在中國孩童間掀起熱潮，各大販售渠道隨處可見，風靡程度之大甚至引發了爭議。

## 商品背景
卡游（Kayou）是甲壳虫动漫集团旗下浙江卡遊文化傳播有限公司的註冊品牌，2018年創立。甲壳虫动漫創始人李奇斌意外從一名卖大大泡泡糖的老板口中得知，泡泡糖中的附贈卡片導致了商品暢銷，為此看到了商機；於是在2002年至2003年成立甲壳虫动漫集团，花了十年的時間從一間玩具製造小工廠轉變成動漫周邊商品的研發公司，線下渠道已经超过十万个，其中交換卡片遊戲成為熱門。卡游成立後兩年間，取得眾多國內外知名作品的正版授權，專注為其推出卡牌商品，包括漫威漫畫、《奥特曼》、《假面騎士》、《火影忍者》、《鬥羅大陸》、《哈利·波特》、《彩虹小馬》、《秦時明月》、《第五人格》和《精灵梦叶罗丽》。
其中，卡游從新創華取得《奥特曼》系列在中國商品改編權，而推出的宇宙英雄奧特曼卡牌很快成為卡游最暢銷的商品，遠超其他品牌。 此前，同類商品主要由華立科技販售的奥特曼街机卡牌營利，該公司向日本的万代公司采购卡片，在中國各渠道販售。
宇宙英雄奧特曼卡牌一般以卡包或整盒販售，有著經典、豪華、X周年等各種版本，但與盲盒一樣無法完全知曉內容物；官方也會推出各种节气礼盒，各版本價格也隨之不同。在卡游官方线下门店中，還設置了抽卡机來販售卡牌。 卡游的奥特曼卡面上普遍印有《奥特曼》系列的英雄或怪獸人物，以及攻擊力、防禦力和必殺技等資訊，但不具備官方遊玩規則；直到2020年，卡游推出了「 英雄对决」系列（Hero Battle），此系列的卡以競技對戰而生，面向全年龄段人群，在全國各地舉辦相關賽事。
隨著宇宙英雄奧特曼卡牌持續熱銷，後續又包裝成「超宇宙奥特英雄X档案」等系列補充包來推出。而宇宙英雄奧特曼卡牌與其他交換卡片遊戲一樣，具有稀有度等級，從最低R卡到最高的SP卡，其攻防數值以及價值隨之增加，價格越高的卡包獲得高稀有卡的機率成正比。

## 產品介紹

### 卡游收藏卡
卡游收藏卡是为孩子开发的一整套可供收集和交换的动漫卡牌，卡游收藏卡包含宇宙英雄奧特曼系列、超宇宙奥特英雄X档案系列、斗罗大陆系列、叶罗丽系列、哈利波特系列等。

### 卡游英雄对决竞技卡
卡游英雄对决系列（Hero Battle）竞技卡是卡游推出的集换式卡牌竞技比赛产品。英雄对决系列包括卡游旗下的宇宙英雄奥特曼和漫威两大IP分支系列。

## 反響
宇宙英雄奥特曼卡牌推出後獲得外界廣大迴響，特別在90、10後中國孩童間掀起熱潮，各大百貨乃至校園門口的小賣商店都隨處可見。奥特曼等卡牌的熱銷令卡游市值提升，甚至超越泡泡玛特。财通证券发布研报指出卡牌之所以受到歡迎，包括其「盲盒」體驗足以刺激玩家的購買慾，加上高稀有度卡在二手市场具備流通價值。
雖然卡牌引起中國孩童的狂熱追捧，但已衍生「過度癡迷」的問題；包括多次傳出小學生過度消費，或者偷取家中的錢來購買卡牌，甚至在店面實施偷竊行為。卡游官方的賣卡策略以及「盲盒玩法」容易讓玩家著迷，透過卡包抽卡的门槛不高，最便宜的卡包僅人民幣兩元或五元，但高稀有度的卡牌卻得來不易；據2022年9月的報導，許多家長幾年內投入人民幣數十萬為孩子買卡，甚至有人花了兩百萬，但都沒能奏齊全系列。卡遊公司回應認為該新聞不合理，此家長「理論上不存在」。
此外，奥特曼卡牌在中國孩童間受到歡迎的另一因素源自它已成為了「社交貨幣」；擁有卡牌的人更容易融入同儕團體，持有高稀有度卡更引起旁人羨慕，但心智不成熟的小孩難抵誘惑地為此花費龐大金錢，彼此也時常私下實施金錢交易，難以管束。